# جاي فاي
يشير جاي فاي (بالإنجليزية: Gi-Fi أو gigabit wireless)‏ إلى اتصال لاسلكي بمعدل بيانات يزيد عن مليار بت (جيجابت) في الثانية.
بحلول عام 2004، استخدمت بعض الصحافة التجارية مصطلح "Gi-Fi" للإشارة إلى الإصدارات الأسرع من معايير IEEE 802.11 التي يتم تسويقها تحت العلامة التجارية Wi-Fi.
في عام 2008، أظهر باحثون في جامعة ملبورن جهاز إرسال واستقبال مدمج في دائرة واحدة متكاملة (شريحة) تعمل عند 60 جيجاهرتز في عملية CMOS. سيسمح بنقل بيانات الصوت والفيديو لاسلكيًا بسرعة تصل إلى 5 جيجابت في الثانية، أي عشرة أضعاف الحد الأقصى الحالي لمعدل النقل اللاسلكي، بعُشر التكلفة. اختار الباحثون نطاق التردد غير المرخص 57-64 جيجاهرتز لأن نطاق الموجة المليمترية للطيف سمح بتكامل مكون عالٍ على الرقاقة بالإضافة إلى تكامل مصفوفات مكاسب عالية صغيرة جدًا. ينتج عن الطيف البالغ 7 جيجاهرتز المتوفر معدلات بيانات عالية جدًا تصل إلى 5 جيجابت في الثانية للمستخدمين داخل بيئة داخلية، وعادة ما يكون ذلك في نطاق 10 أمتار. بعض التقارير الصحفية أطلقت على هذا اسم "GiFi". تم تطويره من قبل مختبرات NICTA (National ICT Australia Limited) ومقرها أستراليا، مركز التميز لأبحاث تكنولوجيا المعلومات والاتصالات في أستراليا.
في عام 2009، تم تشكيل Wireless Gigabit Alliance لتعزيز التكنولوجيا. واستخدم مصطلح "WiGig" الذي تجنب الارتباك في العلامات التجارية.

## خصائص التقنية
يمكن لهذه التقنية أن تضمّن في رقاقة مربعة (chip) لا تزيد عن 5 مليمتر مربع مكونة من ما يعرف باسم complementary metal-oxide-semiconductor وتعرف اختصاراً بـ CMOS (راجع العائلات المنطقية) والمستخدم في طباعة رقائق السيليكون ومجهزة أيضا بهوائي مستقبل راديو (antenna) عرضه واحد مليمتر، وتبلغ تكلفة الإنتاج المطلقة للرقاقة الواحدة مالا يزيد عن 10 دولار أمريكي وتكلف أقل قليلا من 2 واط وتعمل على نطاق تردد ما بين 57 إلى 64 جيجاهيرتز وهو نطاق تردد غير واسع الانتشار مما يجعل التقنية أكثر كفاءة في الأداء وغير متداخلة مع تقنيات لاسلكية أخرى
توفر سرعة تصل إلى 5 جيجابت في الثانية الواحدة ويوفر تغطية على مسافة 10 متر ويمكن لهذه التقنية نقل فيلم HD العالي الدقّة بين الجهازين في ظرف ثواني.
يتوقع الباحثون أن تكون هذه التقنية مثار اهتمام الناس خلال سنة 2009 حيث ستكون جاهزة للاستخدام.